# Bataille du Lorey
Chouannerie
Batailles
- Liffré
- 1re Argentré
- Expédition de Quiberon
- Plouharnel
- Quiberon
- Segré
- 1er Rocher de La Piochais
- La Ceriseraie
- La Cornuaille
- 1re La Croix-Avranchin
- La Vieuville
- Boucéel
- 1re Saint-James
- 2e Rocher de La Piochais
- 2e La Croix-Avranchin
- Auverné
- Andigné
- Croix-Couverte
- Tinchebray
- L'Auberge-neuve
- Locminé
- Saint-Hilaire-des-Landes
- Val de Préaux
- Le Grand-Celland
- 2e Argentré
- Noyant-la-Gravoyère
- La Hennerie
- Saint-Aubin-du-Cormier
- Le Mans
- Nantes
- Saint-Brieuc
- Le Lorey
- Mont-Guéhenno
- La Tour d'Elven
- 2e Saint-James
- Les Tombettes
- Pont du Loc'h

La bataille du Lorey se déroula lors de la Chouannerie. Le 2 novembre 1799, les Républicains tentent de s'opposer à une incursion des Chouans dans le nord du Cotentin.

## Prélude
Après un combat à Saint-Poix, les Chouans de Louis de Frotté restent plusieurs jours dans ce bourg. Ils sont bientôt renforcés par la division du comte de Ruays, forte de 600 à 700 hommes, puis par d'autres détachements de quelques dizaines d'hommes venus des environs de Villedieu-les-Poêles. Frotté passe en revue ses troupes au château. Elles sont alors fortes de 1 300 à 1 400 hommes.
Frotté se met en marche avec ses hommes. Il traverse le val de Sée, puis Brécey, La Haye-Pesnel, Gavray, puis gagne Cérences qu'il fait désarmer. Le prêtre constitutionnel de ce bourg, signalé comme dénonciateur, est également arrêté. Des détachements sont envoyés dans les environs, jusqu'aux abords de Granville.
Les Chouans gagnent ensuite le château de Contrières où se trouve Louvel de Monceaux, commandant de la division du Cotentin. De là, ils se rendent au château du Lorey, près de Périers.

## La bataille
Cette marche sonne l'alerte chez les Républicains qui craignent que les chouans ne s'implantent dans le nord du Cotentin. Les troupes de garnisons et les gardes territoriales de Mortain, Saint-Hilaire-du-Harcouët, Avranches, Villedieu-les-Poêles, du Cap de la Hague et du Val de Saire se rassemblent et se portent à la rencontre des chouans, sous les ordres du général Jean-Jacques Avril.
Cette colonne, forte de plusieurs centaines d'hommes, gagne Coutances, puis le château du Lorey. Les chouans sont dispersés dans les environs et les Républicains prennent d'abord l'avantage. Mais alertés par le bruit de la fusillade, de plus en plus de chouans regagnent le château du Lorey et les républicains finissent par être repoussés.
Les pertes républicaines sont, semble-t-il, d'une trentaine de tués. Les chouans ont une vingtaine de morts et au moins quinze blessés. Les chouans laissent également repartir libres quelques soldats républicains faits prisonniers pendant le combat. Frotté poursuit sa marche et va coucher au soir au château de Montcuit.